# Campeonato de España de Ciclismo en Pista
El Campeonato de España de ciclismo en pista es una competición ciclista que se disputa en España para determinar los campeones de las diferentes modalidades de ciclismo en pista. Se disputa anualmente y es organizada por la Federación Española de Ciclismo.

## Historia

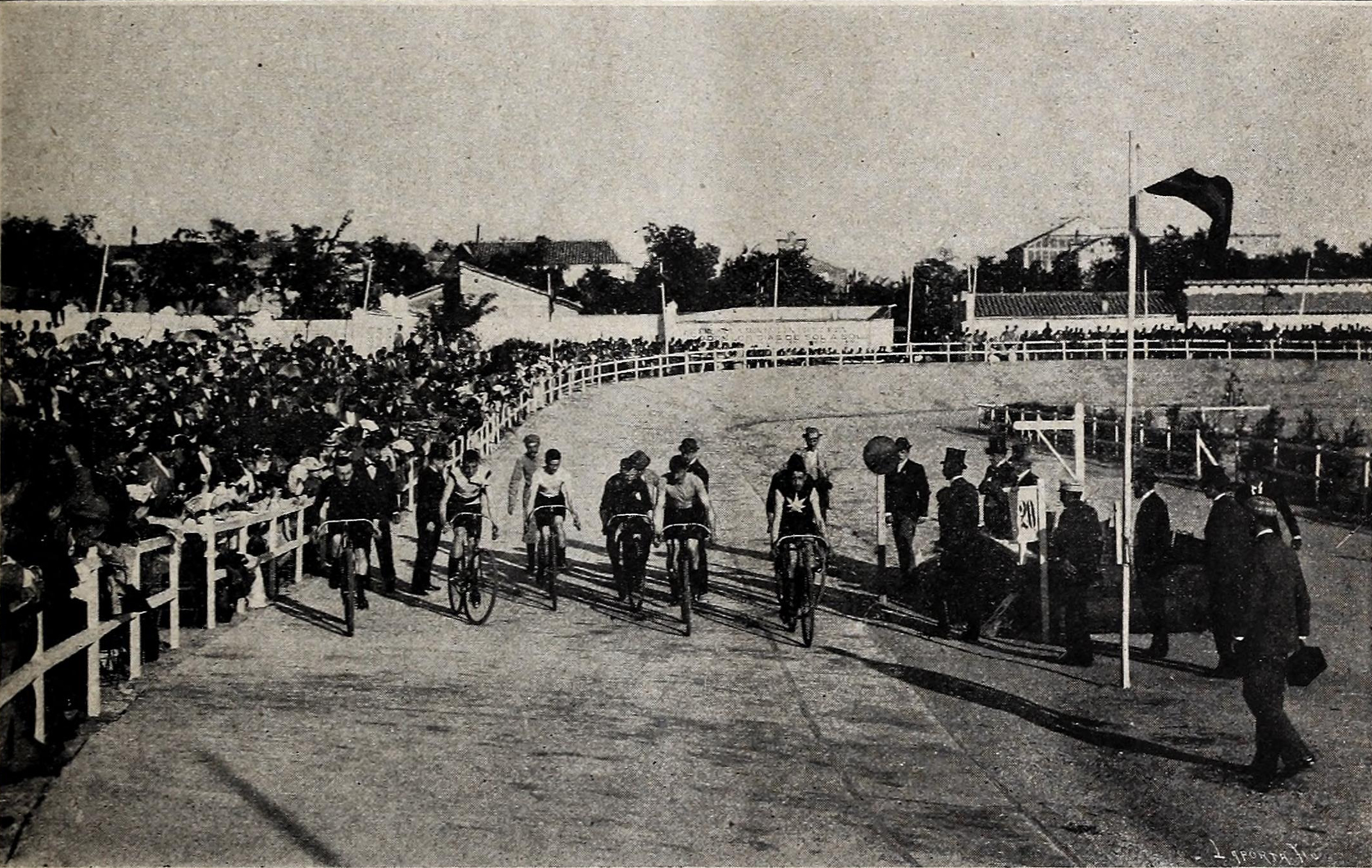
Campeonato de 1894 en el velódromo de las Delicias

Las primeras modalidades que nacieron fueron las de velocidad (1883) y de medio fondo tras moto stayer (1908), como principales pruebas representativas de corta y larga distancia, respectivamente. Luego se incorporó el medio fondo tras moto comercial (1941).
El resto de disciplinas se fueron incorporando a medida que alcanzaban fuerza y adeptos entre ciclistas y público: puntuación (1941), persecución (1949), americana (o madison) (1952), kilómetro (1971), persecución por equipos (1974), velocidad por equipos (1994), keirin (1995), scratch (2002) y omnium (2010).
El ciclismo femenino se desarrolló mucho más tarde y por ello los campeonatos no se organizaron hasta los años 80 con la celebración de las pruebas de velocidad y persecución (1987). Luego se fueron añadiendo el resto de modalidades: puntuación (1993), 500 metros (1995), keirin y scratch (2002), velocidad y persecución por equipos (2009), omnium (2010) y americana (2017).
En todos los casos las pruebas sufrieron interrupciones por multitud de factores: falta de corredores, de clubes organizadores, de afición o por causas de fuerza mayor como la Guerra Civil.

## Pruebas masculinas individuales

### Velocidad
| Año          | Sede                                    | Campeón                                  | Notas                                                   |
| ------------ | --------------------------------------- | ---------------------------------------- | ------------------------------------------------------- |
| 1883         | Velódromo del Retiro, Madrid            | Nicolás Echagüe                          |                                                         |
| 1884         | Madrid                                  | Nicolás Echagüe                          |                                                         |
| 1885         | Madrid                                  | José Ribera                              |                                                         |
| 1886         | Madrid                                  | Arturo Periquet                          |                                                         |
| 1887         | Velódromo del Retiro, Madrid            | José Ribera                              |                                                         |
| 1888         | Madrid                                  | Arturo Periquet                          |                                                         |
| 1889         | Velódromo de La Albericia, Santander    | Luis Peláez Quintanilla                  |                                                         |
| 1890         | Velódromo de La Albericia, Santander    | José López Coterilla                     |                                                         |
| 1891         | Madrid                                  | Luis del Campo                           |                                                         |
| 1892         | No se disputó                           | No se disputó                            | No se disputó                                           |
| 1893         | Madrid                                  | Luis del Campo                           |                                                         |
| 1894         | Velódromo de las Delicias, Madrid       | Manuel Lacasa                            |                                                         |
| 1895         | Velódromo de las Delicias, Madrid       | Manuel Lacasa                            |                                                         |
| 1896         | Velódromo de las Delicias, Madrid       | Julián Lozano                            |                                                         |
| 1897 – 1898  | No se disputó                           | No se disputó                            | No se disputó                                           |
| 1899         | Velódromo de los Campos Elíseos, Madrid | No se disputó                            |                                                         |
| 1900 – 1903  | No se disputó                           | No se disputó                            | No se disputó                                           |
| 1904         | Velódromo de Tirador, Palma             | Manuel Neira                             |                                                         |
| 1905         | No se disputó                           | No se disputó                            | No se disputó                                           |
| 1906         | La Creu Alta, Sabadell                  | No se disputó                            |                                                         |
| 1907         | No se disputó                           | No se disputó                            | No se disputó                                           |
| 1908         | Velódromo de Atocha, San Sebastián      | Jaume Duran                              |                                                         |
| 1909         | Velódromo Parc d’Sports, Barcelona      | Jaume Duran                              |                                                         |
| 1910         | Avilés                                  | Jaume Duran                              |                                                         |
| 1911         | Velódromo de Atocha, San Sebastián      | Jaume Duran                              |                                                         |
| 1912         | No se disputó                           | No se disputó                            | No se disputó                                           |
| 1913         | Velódromo de Manacor                    | Joaquim Rubio                            |                                                         |
| 1914         | Velódromo de Tirador, Palma             | Gabriel Oliver                           |                                                         |
| 1915         | Monestir Park, Lluchmayor               | Joaquim Rubio                            |                                                         |
| 1916         | Velódromo de Tirador, Palma             | Óscar Leblanc                            |                                                         |
| 1917         | No se disputó                           | No se disputó                            | No se disputó                                           |
| 1918         | No se disputó                           | No se disputó                            | No se disputó                                           |
| 1919         | Velódromo de Tirador, Palma             | Miquel Bover Salom                       |                                                         |
| 1920         | Velódromo de Tirador, Palma             | Miquel Bover Salom                       |                                                         |
| 1921         | Velódromo de Tirador, Palma             | Juan Bautista Llorens                    |                                                         |
| 1922         | Villarreal                              | Juan Bautista Llorens                    |                                                         |
| 1923         | Velódromo de Ciudad Lineal, Madrid      | Juan Bautista Llorens                    |                                                         |
| 1924         | Badalona                                | Juan Bautista Llorens                    |                                                         |
| 1925         | Velódromo de Ciudad Lineal, Madrid      | Julián Español                           |                                                         |
| 1926         | Mendizorroza, Vitoria                   | Julián Español                           |                                                         |
| 1927         | Mendizorroza, Vitoria                   | Julián Español                           |                                                         |
| 1928         | Vallejo, Valencia                       | Antonio Torres                           |                                                         |
| 1929         | Sants, Barcelona                        | Julián Español                           |                                                         |
| 1930         | Velódromo de Torrero, Zaragoza          | Julián Español                           |                                                         |
| 1931         | Velódromo de Tirador, Palma             | Julián Español                           |                                                         |
| 1932         | Velódromo de Torrero, Zaragoza          | Joan Plans                               |                                                         |
| 1933         | Velódromo de Torrero, Zaragoza          | Joan Plans                               |                                                         |
| 1934         | Velódromo de Tirador, Palma             | Josep Nicolau                            |                                                         |
| 1935         | Velódromo de Tirador, Palma             | Joan Plans                               |                                                         |
| 1936         | Velódromo de Tirador, Palma             | No se disputó                            | Suspendido por el estallido de la guerra civil española |
| 1937         | No se disputó                           | No se disputó                            | No se disputó                                           |
| 1938         | No se disputó                           | No se disputó                            | No se disputó                                           |
| 1939         | Velódromo de Tirador, Palma             | Joan Plans                               |                                                         |
| 1940         | Velódromo de Tirador, Palma             | Miquel Llompart                          |                                                         |
| 1941         | Velódromo de Tirador, Palma             | Joan Plans                               |                                                         |
| 1942         | Velódromo de Ciudad Lineal, Madrid      | Joan Plans                               |                                                         |
| 1943         | Velódromo de Tortosa                    | Joan Plans                               |                                                         |
| 1944         | Velódromo de Tirador, Palma             | Alejandro Fombellida                     |                                                         |
| 1945         | Velódromo de Tortosa                    | Joan Plans                               |                                                         |
| 1946         | Reus                                    | Alejandro Fombellida                     |                                                         |
| 1947         | Velódromo de Tirador, Palma             | Guillem Timoner                          |                                                         |
| 1948         | Velódromo de Tirador, Palma             | Guillem Timoner                          |                                                         |
| 1949         | Velódromo de Mataró                     | Miguel Poblet                            |                                                         |
| 1950         | Velódromo de Tirador, Palma             | Guillem Timoner                          |                                                         |
| 1951 (prof.) | Pabellón del Deporte, Barcelona         | Miguel Poblet                            |                                                         |
| 1951 (amat.) | Velódromo de Gracia, Barcelona          | José Saura                               |                                                         |
| 1952 (prof.) | No se disputó                           | No se disputó                            | No se disputó                                           |
| 1952 (amat.) | Velódromo de Gracia, Barcelona          | Santiago Mostajo                         |                                                         |
| 1953 (prof.) | No se disputó                           | No se disputó                            | No se disputó                                           |
| 1953 (amat.) | Velódromo de Gracia, Barcelona          | Antonio Bertrán                          |                                                         |
| 1954 (prof.) | Velódromo de Tirador, Palma             | No se disputó                            |                                                         |
| 1954 (amat.) | No se disputó                           | No se disputó                            | No se disputó                                           |
| 1955 (prof.) | No se disputó                           | No se disputó                            | No se disputó                                           |
| 1955 (amat.) | Velódromo de Mataró                     | Francesc Tortella                        |                                                         |
| 1956 (prof.) | Velódromo de Tirador, Palma             | Guillem Timoner                          |                                                         |
| 1956 (amat.) | Velódromo de Mataró                     | Francesc Tortella                        |                                                         |
| 1957 (prof.) | Velódromo de Mataró                     | Miguel Poblet                            |                                                         |
| 1957 (amat.) | Algemesí                                | Antoni Carreras                          |                                                         |
| 1958 (prof.) | No se disputó                           | No se disputó                            | No se disputó                                           |
| 1958 (amat.) | Velódromo de Mataró                     | Joan Martí Julià                         |                                                         |
| 1959 (prof.) | Velódromo de Mataró                     | Miguel Poblet                            |                                                         |
| 1959 (amat.) | Velódromo de Mataró                     | Francesc Tortella                        |                                                         |
| 1960 (prof.) | Velódromo de Mataró                     | Miguel Poblet                            |                                                         |
| 1960 (amat.) | Velódromo de Mataró                     | Francesc Tortella                        |                                                         |
| 1961 (prof.) | Velódromo de Mataró                     | Miguel Poblet                            |                                                         |
| 1961 (amat.) | Velódromo de Mataró                     | Jordi Terricabris                        |                                                         |
| 1962 (prof.) | Velódromo de Mataró                     | Miguel Poblet                            |                                                         |
| 1962 (amat.) | Velódromo de Mataró                     | José María Puig                          |                                                         |
| 1963 (prof.) | Velódromo de Mataró                     | Francesc Tortella                        |                                                         |
| 1963 (amat.) | Velódromo de Mataró                     | Jordi Cañellas                           |                                                         |
| 1964 (prof.) | Velódromo de Mataró                     | Francesc Tortella                        |                                                         |
| 1964 (amat.) | Velódromo de Mataró                     | Jordi Cañellas                           |                                                         |
| 1965 (prof.) | Velódromo de Mataró                     | Francesc Tortella                        |                                                         |
| 1965 (amat.) | Velódromo de Mataró                     | Jordi Cañellas                           |                                                         |
| 1966 (prof.) | No se disputó                           | No se disputó                            | No se disputó                                           |
| 1966 (amat.) | No se disputó                           | No se disputó                            | No se disputó                                           |
| 1967 (prof.) | Palacio de los Deportes, Madrid         | Juan Carlos Pérez                        |                                                         |
| 1967 (amat.) | Palacio de los Deportes, Madrid         | José Luis Errandonea                     |                                                         |
| 1968 (prof.) | No se disputó                           | No se disputó                            | No se disputó                                           |
| 1968 (amat.) | No se disputó                           | No se disputó                            | No se disputó                                           |
| 1969 (prof.) | Palacio de los Deportes, Madrid         | José Luis Errandonea                     |                                                         |
| 1969 (amat.) | Palacio de los Deportes, Madrid         | Ramon Torra                              |                                                         |
| 1970         | No se disputó                           | No se disputó                            | No se disputó                                           |
| 1971         | El Tiemblo                              | Félix Suárez                             |                                                         |
| 1972         | Velódromo de Anoeta, San Sebastián      | Félix Suárez                             |                                                         |
| 1973         | Velódromo de Campos                     | Félix Suárez                             |                                                         |
| 1974         | Velódromo de Anoeta, San Sebastián      | Félix Suárez                             |                                                         |
| 1975         | Velódromo de Anoeta, San Sebastián      | Fernand Lajo                             |                                                         |
| 1976         | Velódromo Andreu Oliver, Algaida        | Julián de Frutos                         |                                                         |
| 1977         | Lérida                                  | Adolfo Marín                             |                                                         |
| 1978         | Velódromo de Tortosa                    | Avelino Perea                            |                                                         |
| 1979         | Velódromo Andreu Oliver, Algaida        | Avelino Perea                            |                                                         |
| 1980         | Velódromo de Anoeta, San Sebastián      | Avelino Perea                            |                                                         |
| 1981         | Velódromo de Anoeta, San Sebastián      | Antonio Esparza                          |                                                         |
| 1982         | Sax                                     | Antxon Lekuona                           |                                                         |
| 1983         | Zaragoza                                | Juan Alandete                            |                                                         |
| 1984         | Velódromo de Horta, Barcelona           | Javier Ander Egg                         |                                                         |
| 1985         | Alcalá de Henares                       | Juan Luis Ortega                         |                                                         |
| 1986         | Silla                                   | Juan Alandete                            |                                                         |
| 1987         | Velódromo de Horta, Barcelona           | José Javier Gil                          |                                                         |
| 1988         | Velódromo de Horta, Barcelona           | José Manuel Moreno                       |                                                         |
| 1989         | Chiclana                                | José Manuel Moreno                       |                                                         |
| 1990         | Alcalá de Henares                       | José Manuel Moreno                       |                                                         |
| 1991         | Tomelloso                               | José Manuel Moreno                       |                                                         |
| 1992         | Palacio Velódromo Luis Puig, Valencia   | José Antonio Escuredo                    |                                                         |
| 1993         | Palacio Velódromo Luis Puig, Valencia   | José Manuel Moreno                       |                                                         |
| 1994         | Alcázar de San Juan                     | Alberto Roca                             |                                                         |
| 1995         | Palacio Velódromo Luis Puig, Valencia   | José Antonio Escuredo                    |                                                         |
| 1996         | Velódromo de Son Moix, Palma            | José Antonio Escuredo                    |                                                         |
| 1997         | Velódromo de Son Moix, Palma            | José Antonio Escuredo                    |                                                         |
| 1998         | Palacio Velódromo Luis Puig, Valencia   | José Manuel Moreno                       |                                                         |
| 1999         | Palacio Velódromo Luis Puig, Valencia   | José Antonio Escuredo                    |                                                         |
| 2000         | Palacio Velódromo Luis Puig, Valencia   | Salvador Meliá                           |                                                         |
| 2001         | Palacio Velódromo Luis Puig, Valencia   | José Antonio Villanueva                  |                                                         |
| 2002         | Palacio Velódromo Luis Puig, Valencia   | José Antonio Villanueva                  |                                                         |
| 2003         | Palacio Velódromo Luis Puig, Valencia   | José Antonio Villanueva                  |                                                         |
| 2004         | Velódromo de Son Moix, Palma            | José Antonio Escuredo                    |                                                         |
| 2005         | Velódromo Miguel Induráin, Tafalla      | Alfred Moreno                            |                                                         |
| 2006         | Velódromo Miguel Induráin, Tafalla      | José Antonio Villanueva                  |                                                         |
| 2007         | Palma Arena, Palma                      | José Antonio Villanueva                  |                                                         |
| 2008         | Palma Arena, Palma                      | Álvaro Alonso                            |                                                         |
| 2009         | Palma Arena, Palma                      | José Antonio Escuredo                    |                                                         |
| 2010         | Palma Arena, Palma                      | Itmar Esteban                            |                                                         |
| 2011         | Palma Arena, Palma                      | José Antonio Escuredo                    |                                                         |
| 2012         | Palma Arena, Palma                      | José Moreno                              |                                                         |
| 2013         | Velódromo Miguel Induráin, Tafalla      | Juan Peralta                             |                                                         |
| 2014         | Galapagar                               | Juan Peralta                             |                                                         |
| 2015         | Galapagar                               | Juan Peralta                             |                                                         |
| 2016         | Palma Arena, Palma                      | Juan Peralta                             |                                                         |
| 2017         | Palma Arena, Palma                      | Juan Peralta                             |                                                         |
| 2018         | Palacio Velódromo Luis Puig, Valencia   | Juan Peralta                             |                                                         |
| 2019         | Palacio Velódromo Luis Puig, Valencia   | José Moreno                              |                                                         |
| 2020         | Velódromo Miguel Induráin, Tafalla      | Aplazado por la pandemia del coronavirus |                                                         |

### Medio fondo tras moto stayer
| Año           | Sede                                  | Campeón                   | Notas                                                   |
| ------------- | ------------------------------------- | ------------------------- | ------------------------------------------------------- |
| 1908          | Velódromo de Tirador, Palma           | Otilio Borrás             |                                                         |
| 1909          | Velódromo Parc d’Sports, Barcelona    | Otilio Borrás             |                                                         |
| 1910          | Avilés                                | Vicente Blanco            |                                                         |
| 1911          | No se disputó                         | No se disputó             | No se disputó                                           |
| 1912          | No se disputó                         | No se disputó             | No se disputó                                           |
| 1913          | Velódromo de Tirador, Palma           | Jaume Mayol               |                                                         |
| 1914          | Velódromo de Tirador, Palma           | Simó Febrer               |                                                         |
| 1915          | Velódromo de Tirador, Palma           | Simó Febrer               |                                                         |
| 1916          | Velódromo de Tirador, Palma           | Simó Febrer               |                                                         |
| 1917          | Velódromo de Tirador, Palma           | Miquel Bover Salom        |                                                         |
| 1918          | Velódromo de Tirador, Palma           | Simó Febrer               |                                                         |
| 1919          | Velódromo de Tirador, Palma           | Miquel Bover Salom        |                                                         |
| 1920          | Velódromo de Tirador, Palma           | Miquel Bover Salom        |                                                         |
| 1921          | Velódromo de Tirador, Palma           | Gaspar Pocoví             | No oficial. Anulado por la UVE                          |
| 1922          | Villarreal                            | Juan Bautista Llorens     |                                                         |
| 1923          | Velódromo de Ciudad Lineal, Madrid    | Gerardo Molina            |                                                         |
| 1924          | La Creu Alta, Sabadell                | Miquel Bover Salom        |                                                         |
| 1925          | Mendizorroza, Vitoria                 | Miquel Bover Salom        |                                                         |
| 1926          | Velódromo de Tirador, Palma           | Miquel Bover Salom        |                                                         |
| 1927          | Velódromo de Tirador, Palma           | Josep Cebrián             |                                                         |
| 1928          | Sants, Barcelona                      | Josep Cebrián             |                                                         |
| 1929          | Velódromo de Tirador, Palma           | Josep Cebrián             |                                                         |
| 1930          | Sants, Barcelona                      | Julián Español            |                                                         |
| 1931          | Velódromo de Tirador, Palma           | Josep Cebrián             |                                                         |
| 1932          | Sants, Barcelona                      | No se disputó             | No se disputó por clausura del velódromo de Sants       |
| 1933          | No se disputó                         | No se disputó             | No se disputó                                           |
| 1934          | Velódromo de Tirador, Palma           | Josep Cebrián             |                                                         |
| 1935          | Velódromo de Tirador, Palma           | No se disputó             | Suspendido por falta de inscritos suficientes           |
| 1936          | Velódromo de Tirador, Palma           | No se disputó             | Suspendido por el estallido de la guerra civil española |
| 1937 – 1939   | No se disputó                         | No se disputó             | No se disputó                                           |
| 1940          | Velódromo de Tirador, Palma           | Joan Bover                |                                                         |
| 1941          | Velódromo de Tirador, Palma           | Miquel Llompart           |                                                         |
| 1942          | No se disputó                         | No se disputó             | No se disputó                                           |
| 1943          | Velódromo de Tirador, Palma           | Miquel Llompart           |                                                         |
| 1944          | Velódromo de Tirador, Palma           | No se disputó             |                                                         |
| 1945          | Velódromo de Tirador, Palma           | Guillem Timoner           |                                                         |
| 1946          | Velódromo de Tirador, Palma           | Guillem Timoner           |                                                         |
| 1947          | Velódromo de Tirador, Palma           | Guillem Timoner           |                                                         |
| 1948          | Velódromo de Tirador, Palma           | No se disputó             |                                                         |
| 1949          | Velódromo de Tirador, Palma           | Guillem Timoner           |                                                         |
| 1950 – 1964   | No se disputó                         | No se disputó             | No se disputó                                           |
| 1965 (prof.)  | Velódromo de Anoeta, San Sebastián    | Pere Josep Gomila         |                                                         |
| 1965 (amat.)  | Velódromo de Tirador, Palma           | Miquel Mas                |                                                         |
| 1966 (prof.)  | No se disputó                         | No se disputó             | No se disputó                                           |
| 1966 (amat.)  | Velódromo de Anoeta, San Sebastián    | Francesc Julià            |                                                         |
| 1967 – 1969   | No se disputó                         | No se disputó             | No se disputó                                           |
| 1970          | El Tiemblo                            | Bartomeu Caldentey        |                                                         |
| 1971          | El Tiemblo                            | Bartomeu Caldentey        |                                                         |
| 1972          | Velódromo de Tirador, Palma           | Bartomeu Caldentey        |                                                         |
| 1973 – 1974   | No se disputó                         | No se disputó             | No se disputó                                           |
| 1975          | Velódromo Andreu Oliver, Algaida      | Miquel Espinós            |                                                         |
| 1976          | Velódromo Andreu Oliver, Algaida      | Bartomeu Caldentey        |                                                         |
| 1977          | Velódromo Andreu Oliver, Algaida      | José María Fuentes        |                                                         |
| 1978          | Velódromo Andreu Oliver, Algaida      | Bartomeu Caldentey        |                                                         |
| 1979          | Velódromo Andreu Oliver, Algaida      | Bartomeu Caldentey        |                                                         |
| 1980          | Velódromo Andreu Oliver, Algaida      | Bartomeu Caldentey        |                                                         |
| 1981          | Velódromo Andreu Oliver, Algaida      | Jaume Pou                 |                                                         |
| 1982          | No se disputó                         | No se disputó             | No se disputó                                           |
| 1983          | No se disputó                         | No se disputó             | No se disputó                                           |
| 1984          | Velódromo Andreu Oliver, Algaida      | Guillem Timoner           |                                                         |
| 1985          | No se disputó                         | No se disputó             | No se disputó                                           |
| 1986          | Velódromo de Horta, Barcelona         | Jaume Pou                 |                                                         |
| 1987          | Velódromo de Son Moix, Palma          | Jaume Pou                 |                                                         |
| 1988          | Velódromo de Son Moix, Palma          | Jaume Riera               |                                                         |
| 1989          | Velódromo de Son Moix, Palma          | Manuel Arias              |                                                         |
| 1990 – 1991   | No se disputó                         | No se disputó             | No se disputó                                           |
| 1992          | Palacio Velódromo Luis Puig, Valencia | Miquel Riera              |                                                         |
| 1993 – actual | Cancelado indefinidamente             | Cancelado indefinidamente | Cancelado indefinidamente                               |

### Medio fondo tras moto comercial
| Año           | Sede                               | Campeón                   | Notas                     |
| ------------- | ---------------------------------- | ------------------------- | ------------------------- |
| 1941          | Velódromo de Tirador, Palma        | Miquel Llompart           |                           |
| 1942          | Velódromo de Ciudad Lineal, Madrid | Antonio Martín            |                           |
| 1943          | Velódromo de Tortosa               | Antonio Martín            |                           |
| 1944          | Velódromo de Tirador, Palma        | Miquel Salom              |                           |
| 1945          | Velódromo de Tortosa               | Guillem Timoner           |                           |
| 1946          | Velódromo de Tortosa               | Josep Dámaso              |                           |
| 1947          | No se disputó                      | No se disputó             | No se disputó             |
| 1948          | Velódromo de Mataró                | Guillem Timoner           |                           |
| 1949          | Velódromo de Mataró                | Guillem Timoner           |                           |
| 1950          | Velódromo de Mataró                | Guillem Timoner           |                           |
| 1951          | No se disputó                      | No se disputó             | No se disputó             |
| 1952          | Velódromo de Mataró                | Guillem Timoner           |                           |
| 1953          | Velódromo de Tortosa               | Josep Dámaso              |                           |
| 1954          | Velódromo de Campos                | Guillem Timoner           |                           |
| 1955          | Velódromo de Campos                | Guillem Timoner           |                           |
| 1956 (prof.)  | Velódromo de Tirador, Palma        | No se disputó             |                           |
| 1956 (amat.)  | Velódromo de Tirador, Palma        | No se disputó             |                           |
| 1957 (prof.)  | Velódromo de Tirador, Palma        | No se disputó             |                           |
| 1957 (amat.)  | Velódromo de Tirador, Palma        | Antoni Carreras           |                           |
| 1958 (prof.)  | No se disputó                      | No se disputó             | No se disputó             |
| 1958 (amat.)  | Velódromo de Tirador, Palma        | Antoni Carreras           |                           |
| 1959 (prof.)  | Velódromo de Tirador, Palma        | Guillem Timoner           |                           |
| 1959 (amat.)  | Velódromo de Tirador, Palma        | Josep Escalas             |                           |
| 1960 (prof.)  | Velódromo de Tirador, Palma        | Pere Josep Gomila         |                           |
| 1960 (amat.)  | Velódromo de Tirador, Palma        | Josep Escalas             |                           |
| 1961 (prof.)  | Velódromo de Tirador, Palma        | Guillem Timoner           |                           |
| 1961 (amat.)  | No se disputó                      | No se disputó             | No se disputó             |
| 1962 (prof.)  | Velódromo de Tirador, Palma        | Guillem Timoner           |                           |
| 1962 (amat.)  | No se disputó                      | No se disputó             | No se disputó             |
| 1963 (prof.)  | Velódromo de Tirador, Palma        | Guillem Timoner           |                           |
| 1963 (amat.)  | Velódromo de Tirador, Palma        | Miquel Mas                |                           |
| 1964 (prof.)  | Velódromo de Tirador, Palma        | Josep Escalas             |                           |
| 1964 (amat.)  | Velódromo de Tirador, Palma        | Miquel Mas                |                           |
| 1965 – 1967   | No se disputó                      | No se disputó             | No se disputó             |
| 1968 (prof.)  | Velódromo de Tirador, Palma        | Amalio Hortelano          |                           |
| 1968 (amat.)  | Velódromo de Tirador, Palma        | Miquel Adrover            |                           |
| 1969 (prof.)  | Velódromo de Tirador, Palma        | Amalio Hortelano          |                           |
| 1969 (amat.)  | Velódromo de Tirador, Palma        | Miquel Adrover            |                           |
| 1970          | Velódromo de Tirador, Palma        | Francesc Julià            |                           |
| 1971          | El Tiemblo                         | Antoni Cerdà              |                           |
| 1972          | Velódromo de Tirador, Palma        | Amalio Hortelano          |                           |
| 1973          | Velódromo de Campos                | Jaume Bordoy              |                           |
| 1974 – 1975   | No se disputó                      | No se disputó             | No se disputó             |
| 1976          | Velódromo Andreu Oliver, Algaida   | José María Fuentes        |                           |
| 1977          | Velódromo Andreu Oliver, Algaida   | José María Fuentes        |                           |
| 1978          | Velódromo Andreu Oliver, Algaida   | Bartomeu Caldentey        |                           |
| 1979          | Velódromo Andreu Oliver, Algaida   | Bartomeu Caldentey        |                           |
| 1980          | Velódromo Andreu Oliver, Algaida   | Jaume Pou                 |                           |
| 1981          | Velódromo Andreu Oliver, Algaida   | Jaume Pou                 |                           |
| 1982          | No se disputó                      | No se disputó             | No se disputó             |
| 1983          | Velódromo de Campos                | Jaume Pou                 |                           |
| 1984          | Velódromo Andreu Oliver, Algaida   | Jaume Pou                 |                           |
| 1985 – actual | Cancelado indefinidamente          | Cancelado indefinidamente | Cancelado indefinidamente |

### Puntuación
| Año          | Sede                                  | Campeón                                  | Notas         |
| ------------ | ------------------------------------- | ---------------------------------------- | ------------- |
| 1941         | Velódromo de Tirador, Palma           | Miquel Llompart                          |               |
| 1942 – 1944  | No se disputó                         | No se disputó                            | No se disputó |
| 1945         | Velódromo de Tirador, Palma           | No se disputó                            |               |
| 1946         | No se disputó                         | No se disputó                            | No se disputó |
| 1947         | Velódromo de Tortosa                  | Guillem Timoner                          |               |
| 1948 – 1949  | No se disputó                         | No se disputó                            | No se disputó |
| 1950         | Velódromo de las Arenas, Barcelona    | Antonio Navarro                          |               |
| 1951 (amat.) | Velódromo de Gracia, Barcelona        | Antonio Navarro                          |               |
| 1952 (amat.) | Velódromo de Gracia, Barcelona        | Santiago Mostajo                         |               |
| 1953 – 1959  | No se disputó                         | No se disputó                            | No se disputó |
| 1960 (amat.) | Sa Pista, Artá                        | Antoni Garcias                           |               |
| 1961 (amat.) | Sa Pista, Artá                        | Sebastià Sastre                          |               |
| 1962 (amat.) | Velódromo de Tirador, Palma           | Miquel Mas                               |               |
| 1963 (amat.) | Velódromo de Tirador, Palma           | Jordi Cañellas                           |               |
| 1964 (amat.) | Velódromo de Tirador, Palma           | Jordi Cañellas                           |               |
| 1965 – 1971  | No se disputó                         | No se disputó                            | No se disputó |
| 1972         | Velódromo de Tortosa                  | José Luis Novillo                        |               |
| 1973         | Velódromo Francesc Alomar, Sinéu      | Bartomeu Caldentey                       |               |
| 1974         | Velódromo de Campos                   | Manuel Rodríguez                         |               |
| 1975         | Velódromo de Campos                   | Jaume Bordoy                             |               |
| 1976         | Velódromo Andreu Oliver, Algaida      | Jordi Olives                             |               |
| 1977         | No se disputó                         | No se disputó                            | No se disputó |
| 1978         | Velódromo de Anoeta, San Sebastián    | Vicente Iza                              |               |
| 1979         | Velódromo Andreu Oliver, Algaida      | Juan Ignacio Elosegui                    |               |
| 1980         | Velódromo de Anoeta, San Sebastián    | Avelino Perea                            |               |
| 1981         | Velódromo de Anoeta, San Sebastián    | J. Piñero                                |               |
| 1982         | Sax                                   | Carlos Peregrina                         |               |
| 1983         | Zaragoza                              | Peio Ruiz Cabestany                      |               |
| 1984         | Velódromo de Horta, Barcelona         | Manuel Delgado                           |               |
| 1985         | Alcalá de Henares                     | Jacques Otegui                           |               |
| 1986         | Silla                                 | Serafí Riera                             |               |
| 1987         | Velódromo de Horta, Barcelona         | Diego Maya                               |               |
| 1988         | Velódromo de Horta, Barcelona         | Eleuterio Anguita                        |               |
| 1989         | Chiclana                              | Miguel Ángel Toledo                      |               |
| 1990         | Alcalá de Henares                     | Iñaki Aranguren                          |               |
| 1991         | Tomelloso                             | Gabriel Aynat                            |               |
| 1992         | Palacio Velódromo Luis Puig, Valencia | Fernando Escoda                          |               |
| 1993         | Palacio Velódromo Luis Puig, Valencia | Santos González                          |               |
| 1994         | Alcázar de San Juan                   | Ángel Valero                             |               |
| 1995         | Palacio Velódromo Luis Puig, Valencia | Miquel Alzamora                          |               |
| 1996         | Velódromo de Son Moix, Palma          | Juan Martínez Oliver                     |               |
| 1997         | Velódromo de Son Moix, Palma          | Iván Herrero                             |               |
| 1998         | Palacio Velódromo Luis Puig, Valencia | Joan Llaneras                            |               |
| 1999         | Palacio Velódromo Luis Puig, Valencia | Carles Torrent                           |               |
| 2000         | Palacio Velódromo Luis Puig, Valencia | Miquel Alzamora                          |               |
| 2001         | Palacio Velódromo Luis Puig, Valencia | Miquel Alzamora                          |               |
| 2002         | Palacio Velódromo Luis Puig, Valencia | Joan Llaneras                            |               |
| 2003         | Palacio Velódromo Luis Puig, Valencia | Jesús Buendía                            |               |
| 2004         | Velódromo de Son Moix, Palma          | Carlos Castaño                           |               |
| 2005         | Velódromo Miguel Induráin, Tafalla    | Unai Elorriaga                           |               |
| 2006         | Velódromo Miguel Induráin, Tafalla    | Carles Torrent                           |               |
| 2007         | Palma Arena, Palma                    | Sergi Escobar                            |               |
| 2008         | Palma Arena, Palma                    | Joan Llaneras                            |               |
| 2009         | Palma Arena, Palma                    | Unai Elorriaga                           |               |
| 2010         | Palma Arena, Palma                    | Sergi Escobar                            |               |
| 2011         | Palma Arena, Palma                    | David Muntaner                           |               |
| 2012         | Palma Arena, Palma                    | Albert Torres                            |               |
| 2013         | Velódromo Miguel Induráin, Tafalla    | David Muntaner                           |               |
| 2014         | Galapagar                             | Albert Torres                            |               |
| 2015         | Galapagar                             | Albert Torres                            |               |
| 2016         | Palma Arena, Palma                    | Sebastián Mora                           |               |
| 2017         | Palma Arena, Palma                    | Albert Torres                            |               |
| 2018         | Palacio Velódromo Luis Puig, Valencia | Eloy Teruel                              |               |
| 2019         | Palacio Velódromo Luis Puig, Valencia | Albert Torres                            |               |
| 2020         | Velódromo Miguel Induráin, Tafalla    | Aplazado por la pandemia del coronavirus |               |

### Persecución
| Año          | Sede                                  | Campeón                                  | Notas         |
| ------------ | ------------------------------------- | ---------------------------------------- | ------------- |
| 1949         | Velódromo de Tirador, Palma           | Guillem Timoner                          |               |
| 1950 (prof.) | Velódromo de Mataró                   | Juan Espín                               |               |
| 1950 (amat.) | Velódromo de Mataró                   | Josep Medico                             |               |
| 1951 (prof.) | Pabellón del Deporte, Barcelona       | Guillem Timoner                          |               |
| 1951 (amat.) | Velódromo de Gracia, Barcelona        | José Saura                               |               |
| 1952 (prof.) | Velódromo de Mataró                   | Mariano Corrales                         |               |
| 1952 (amat.) | Velódromo de Gracia, Barcelona        | Josep Medico                             |               |
| 1953 (prof.) | Velódromo de Mataró                   | Miquel Bover Pons                        |               |
| 1953 (amat.) | No se disputó                         | No se disputó                            | No se disputó |
| 1954 (prof.) | Velódromo de Tirador, Palma           | Miquel Bover Pons                        |               |
| 1954 (amat.) | No se disputó                         | No se disputó                            | No se disputó |
| 1955 (prof.) | Velódromo de Campos                   | Miquel Bover Pons                        |               |
| 1955 (amat.) | Velódromo de Mataró                   | Josep Casanellas                         |               |
| 1956 (prof.) | Velódromo de Tirador, Palma           | Guillem Timoner                          |               |
| 1956 (amat.) | Velódromo de Mataró                   | José García Mazo                         |               |
| 1957 (prof.) | Velódromo de Tirador, Palma           | Josep Ametllé                            |               |
| 1957 (amat.) | Algemesí, Valencia                    | Francisco Olcina                         |               |
| 1958 (prof.) | No se disputó                         | No se disputó                            | No se disputó |
| 1958 (amat.) | Velódromo de Tirador, Palma           | Joan Vicens                              |               |
| 1959 (prof.) | Velódromo de Tirador, Palma           | Antoni Carreras                          |               |
| 1959 (amat.) | Velódromo de Tirador, Palma           | Miquel Martorell                         |               |
| 1960 (prof.) | Velódromo de Tirador, Palma           | Antoni Carreras                          |               |
| 1960 (amat.) | Velódromo de Tirador, Palma           | Francesc Tortella                        |               |
| 1961 (prof.) | Velódromo de Tirador, Palma           | Miquel Mora                              |               |
| 1961 (amat.) | Velódromo de Campos                   | José María Errandonea                    |               |
| 1962 (prof.) | Velódromo de Tirador, Palma           | Miquel Mora                              |               |
| 1962 (amat.) | Lérida                                | Juan Carlos Pérez                        |               |
| 1963 (prof.) | Velódromo de Tirador, Palma           | Miquel Rigo                              |               |
| 1963 (amat.) | Lérida                                | Lluís Miró                               |               |
| 1964 (prof.) | Velódromo de Tirador, Palma           | Francesc Tortella                        |               |
| 1964 (amat.) | Velódromo de Tortosa                  | Miquel Mas                               |               |
| 1965 (prof.) | Velódromo de Anoeta, San Sebastián    | José María Errandonea                    |               |
| 1965 (amat.) | Velódromo de Anoeta, San Sebastián    | José Luis Pou                            |               |
| 1966 (prof.) | No se disputó                         | No se disputó                            | No se disputó |
| 1966 (amat.) | Velódromo de Anoeta, San Sebastián    | José Angueira                            |               |
| 1967 (prof.) | Palacio de los Deportes, Madrid       | José María Errandonea                    |               |
| 1967 (amat.) | Palacio de los Deportes, Madrid       | Roberto Palavecino                       |               |
| 1968 (prof.) | No se disputó                         | No se disputó                            | No se disputó |
| 1968 (amat.) | Velódromo de Anoeta, San Sebastián    | Daniel Yuste                             |               |
| 1969 (prof.) | Palacio de los Deportes, Madrid       | Daniel Yuste                             |               |
| 1969 (amat.) | Palacio de los Deportes, Madrid       | Roberto Palavecino                       |               |
| 1970         | Velódromo de Tirador, Palma           | Roberto Palavecino                       |               |
| 1971         | El Tiemblo                            | Antonio Abad                             |               |
| 1972         | Velódromo de Fadura, Guecho           | Miquel Espinós                           |               |
| 1973         | Velódromo de Campos                   | Miquel Espinós                           |               |
| 1974         | Velódromo de Anoeta, San Sebastián    | Miquel Espinós                           |               |
| 1975         | Velódromo de Anoeta, San Sebastián    | Miquel Espinós                           |               |
| 1976         | Velódromo Andreu Oliver, Algaida      | Alonso                                   |               |
| 1977         | Lérida                                | José Recio                               |               |
| 1978         | Velódromo de Tortosa                  | Jaume Vilamajó                           |               |
| 1979         | Velódromo Andreu Oliver, Algaida      | Jaume Vilamajó                           |               |
| 1980         | Velódromo de Anoeta, San Sebastián    | Avelino Perea                            |               |
| 1981         | Velódromo de Anoeta, San Sebastián    | Carlos Peregrina                         |               |
| 1982         | Sax                                   | Peio Ruiz Cabestany                      |               |
| 1983         | Zaragoza                              | Agustín Sebastiá                         |               |
| 1984         | Velódromo de Horta, Barcelona         | Pablo Moreno                             |               |
| 1985         | Alcalá de Henares                     | Agustín Sebastiá                         |               |
| 1986         | Silla                                 | Agustín Sebastiá                         |               |
| 1987         | Velódromo de Horta, Barcelona         | Agustín Sebastiá                         |               |
| 1988         | Velódromo de Horta, Barcelona         | Agustín Sebastiá                         |               |
| 1989         | Chiclana                              | Eleuterio Mancebo                        |               |
| 1990         | Alcalá de Henares                     | Bernardo González                        |               |
| 1991         | Tomelloso                             | Eleuterio Mancebo                        |               |
| 1992         | Palacio Velódromo Luis Puig, Valencia | Eleuterio Mancebo                        |               |
| 1993         | Palacio Velódromo Luis Puig, Valencia | Jonathan Garrido                         |               |
| 1994         | Alcázar de San Juan                   | Juan Martínez Oliver                     |               |
| 1995         | Palacio Velódromo Luis Puig, Valencia | Santos González                          |               |
| 1996         | Velódromo de Son Moix, Palma          | Juan Martínez Oliver                     |               |
| 1997         | Velódromo de Son Moix, Palma          | Juan Martínez Oliver                     |               |
| 1998         | Palacio Velódromo Luis Puig, Valencia | Joan Llaneras                            |               |
| 1999         | Palacio Velódromo Luis Puig, Valencia | Sergi Escobar                            |               |
| 2000         | Palacio Velódromo Luis Puig, Valencia | Sergi Escobar                            |               |
| 2001         | Palacio Velódromo Luis Puig, Valencia | Sergi Escobar                            |               |
| 2002         | Palacio Velódromo Luis Puig, Valencia | Sergi Escobar                            |               |
| 2003         | Palacio Velódromo Luis Puig, Valencia | Sergi Escobar                            |               |
| 2004         | Velódromo de Son Moix, Palma          | Sergi Escobar                            |               |
| 2005         | Velódromo Miguel Induráin, Tafalla    | Carlos Castaño                           |               |
| 2006         | Velódromo Miguel Induráin, Tafalla    | Sergi Escobar                            |               |
| 2007         | Palma Arena, Palma                    | Sergi Escobar                            |               |
| 2008         | Palma Arena, Palma                    | Sergi Escobar                            |               |
| 2009         | Palma Arena, Palma                    | David Muntaner                           |               |
| 2010         | Palma Arena, Palma                    | Sergi Escobar                            |               |
| 2011         | Palma Arena, Palma                    | David Muntaner                           |               |
| 2012         | Palma Arena, Palma                    | David Muntaner                           |               |
| 2013         | Velódromo Miguel Induráin, Tafalla    | Sebastián Mora                           |               |
| 2014         | Galapagar                             | Sebastián Mora                           |               |
| 2015         | Galapagar                             | Sebastián Mora                           |               |
| 2016         | Palma Arena, Palma                    | Albert Torres                            |               |
| 2017         | Palma Arena, Palma                    | Albert Torres                            |               |
| 2018         | Palacio Velódromo Luis Puig, Valencia | Sebastián Mora                           |               |
| 2019         | Palacio Velódromo Luis Puig, Valencia | Albert Torres                            |               |
| 2020         | Velódromo Miguel Induráin, Tafalla    | Aplazado por la pandemia del coronavirus |               |

### Kilómetro
| Año  | Sede                                  | Campeón                                  | Notas         |
| ---- | ------------------------------------- | ---------------------------------------- | ------------- |
| 1971 | El Tiemblo                            | Valentín Zubieta                         |               |
| 1972 | Velódromo de Fadura, Guecho           | Valentín Zubieta                         |               |
| 1973 | No se disputó                         | No se disputó                            | No se disputó |
| 1974 | Velódromo de Anoeta, San Sebastián    | Joaquín Izaguirre                        |               |
| 1975 | Velódromo de Anoeta, San Sebastián    | Avelino Perea                            |               |
| 1976 | Velódromo Andreu Oliver, Algaida      | Francisco Barquiel                       |               |
| 1977 | Lérida                                | Avelino Perea                            |               |
| 1978 | Velódromo de Anoeta, San Sebastián    | Avelino Perea                            |               |
| 1979 | Velódromo Andreu Oliver, Algaida      | Avelino Perea                            |               |
| 1980 | Velódromo de Anoeta, San Sebastián    | Avelino Perea                            |               |
| 1981 | Velódromo de Anoeta, San Sebastián    | Antonio Esparza                          |               |
| 1982 | Sax                                   | Antxon Lekuona                           |               |
| 1983 | Zaragoza                              | Joan Antoni Crespí                       |               |
| 1984 | Velódromo de Horta, Barcelona         | Francisco Javier Quevedo                 |               |
| 1985 | Alcalá de Henares                     | Francisco Javier Quevedo                 |               |
| 1986 | Silla                                 | Juan Alandete                            |               |
| 1987 | Velódromo de Horta, Barcelona         | Bernardo González                        |               |
| 1988 | Velódromo de Horta, Barcelona         | José Manuel Moreno                       |               |
| 1989 | Chiclana                              | José Manuel Moreno                       |               |
| 1990 | Alcalá de Henares                     | José Manuel Moreno                       |               |
| 1991 | Tomelloso                             | José Manuel Moreno                       |               |
| 1992 | Palacio Velódromo Luis Puig, Valencia | José Antonio Escuredo                    |               |
| 1993 | Palacio Velódromo Luis Puig, Valencia | José Manuel Moreno                       |               |
| 1994 | Alcázar de San Juan                   | José Antonio Escuredo                    |               |
| 1995 | Palacio Velódromo Luis Puig, Valencia | José Manuel Moreno                       |               |
| 1996 | Velódromo de Son Moix, Palma          | José Antonio Escuredo                    |               |
| 1997 | Velódromo de Son Moix, Palma          | José Antonio Escuredo                    |               |
| 1998 | Palacio Velódromo Luis Puig, Valencia | José Antonio Escuredo                    |               |
| 1999 | Palacio Velódromo Luis Puig, Valencia | Diego Ortega                             |               |
| 2000 | Palacio Velódromo Luis Puig, Valencia | David Cabrero                            |               |
| 2001 | Palacio Velódromo Luis Puig, Valencia | José Antonio Escuredo                    |               |
| 2002 | Palacio Velódromo Luis Puig, Valencia | José Antonio Escuredo                    |               |
| 2003 | Palacio Velódromo Luis Puig, Valencia | José Antonio Villanueva                  |               |
| 2004 | Velódromo de Son Moix, Palma          | Rubén Donet                              |               |
| 2005 | Velódromo Miguel Induráin, Tafalla    | Salvador Meliá                           |               |
| 2006 | Velódromo Miguel Induráin, Tafalla    | Rubén Donet                              |               |
| 2007 | Palma Arena, Palma                    | Pedro José Vera                          |               |
| 2008 | Palma Arena, Palma                    | Hodei Mazkiarán                          |               |
| 2009 | Palma Arena, Palma                    | David Calatayud                          |               |
| 2010 | Palma Arena, Palma                    | Pablo Aitor Bernal                       |               |
| 2011 | Palma Arena, Palma                    | Hodei Mazkiarán                          |               |
| 2012 | Palma Arena, Palma                    | José Moreno                              |               |
| 2013 | Velódromo Miguel Induráin, Tafalla    | Hodei Mazkiarán                          |               |
| 2014 | Galapagar                             | José Moreno                              |               |
| 2015 | Galapagar                             | José Moreno                              |               |
| 2016 | Palma Arena, Palma                    | José Moreno                              |               |
| 2017 | Palma Arena, Palma                    | José Moreno                              |               |
| 2018 | Palacio Velódromo Luis Puig, Valencia | José Moreno                              |               |
| 2019 | Palacio Velódromo Luis Puig, Valencia | José Moreno                              |               |
| 2020 | Velódromo Miguel Induráin, Tafalla    | Aplazado por la pandemia del coronavirus |               |

### Keirin
| Año  | Sede                                  | Campeón                                  | Notas |
| ---- | ------------------------------------- | ---------------------------------------- | ----- |
| 1995 | Palacio Velódromo Luis Puig, Valencia | José Antonio Escuredo                    |       |
| 1996 | Velódromo de Son Moix, Palma          | Josep Gayà                               |       |
| 1997 | Velódromo de Son Moix, Palma          | David Cabrero                            |       |
| 1998 | Palacio Velódromo Luis Puig, Valencia | José Antonio Escuredo                    |       |
| 1999 | Palacio Velódromo Luis Puig, Valencia | David Cabrero                            |       |
| 2000 | Palacio Velódromo Luis Puig, Valencia | David Cabrero                            |       |
| 2001 | Palacio Velódromo Luis Puig, Valencia | David Cabrero                            |       |
| 2002 | Palacio Velódromo Luis Puig, Valencia | José Antonio Villanueva                  |       |
| 2003 | Palacio Velódromo Luis Puig, Valencia | José Antonio Escuredo                    |       |
| 2004 | Velódromo de Son Moix, Palma          | José Antonio Escuredo                    |       |
| 2005 | Velódromo Miguel Induráin, Tafalla    | José Antonio Escuredo                    |       |
| 2006 | Velódromo Miguel Induráin, Tafalla    | José Antonio Escuredo                    |       |
| 2007 | Palma Arena, Palma                    | José Antonio Escuredo                    |       |
| 2008 | Palma Arena, Palma                    | José Antonio Escuredo                    |       |
| 2009 | Palma Arena, Palma                    | José Antonio Escuredo                    |       |
| 2010 | Palma Arena, Palma                    | Itmar Esteban                            |       |
| 2011 | Palma Arena, Palma                    | Hodei Mazkiarán                          |       |
| 2012 | Palma Arena, Palma                    | Rubén Donet                              |       |
| 2013 | Velódromo Miguel Induráin, Tafalla    | Juan Peralta                             |       |
| 2014 | Galapagar                             | Sergio Aliaga                            |       |
| 2015 | Galapagar                             | José Moreno                              |       |
| 2016 | Palma Arena, Palma                    | Juan Peralta                             |       |
| 2017 | Palma Arena, Palma                    | José Moreno                              |       |
| 2018 | Palacio Velódromo Luis Puig, Valencia | Juan Peralta                             |       |
| 2019 | Palacio Velódromo Luis Puig, Valencia | José Moreno                              |       |
| 2020 | Velódromo Miguel Induráin, Tafalla    | Aplazado por la pandemia del coronavirus |       |

### Scratch
| Año  | Sede                                  | Campeón                                  | Notas |
| ---- | ------------------------------------- | ---------------------------------------- | ----- |
| 2002 | Palacio Velódromo Luis Puig, Valencia | Miquel Alzamora                          |       |
| 2003 | Palacio Velódromo Luis Puig, Valencia | David Muntaner                           |       |
| 2004 | Velódromo de Son Moix, Palma          | Joan Llaneras                            |       |
| 2005 | Velódromo Miguel Induráin, Tafalla    | Aitor Alonso                             |       |
| 2006 | Velódromo Miguel Induráin, Tafalla    | Miquel Alzamora                          |       |
| 2007 | Palma Arena, Palma                    | Eloy Teruel                              |       |
| 2008 | Palma Arena, Palma                    | Iñaki Anzizar                            |       |
| 2009 | Palma Arena, Palma                    | David Muntaner                           |       |
| 2010 | Palma Arena, Palma                    | Sergi Escobar                            |       |
| 2011 | Palma Arena, Palma                    | Unai Elorriaga                           |       |
| 2012 | Palma Arena, Palma                    | David Muntaner                           |       |
| 2013 | Velódromo Miguel Induráin, Tafalla    | Albert Torres                            |       |
| 2014 | Galapagar                             | Julio Alberto Amores                     |       |
| 2015 | Galapagar                             | Jaume Albert Muntaner                    |       |
| 2016 | Palma Arena, Palma                    | Albert Torres                            |       |
| 2017 | Palma Arena, Palma                    | Albert Torres                            |       |
| 2018 | Palacio Velódromo Luis Puig, Valencia | Albert Torres                            |       |
| 2019 | Palacio Velódromo Luis Puig, Valencia | Albert Torres                            |       |
| 2020 | Velódromo Miguel Induráin, Tafalla    | Aplazado por la pandemia del coronavirus |       |

### Omnium
| Año         | Sede                               | Campeón              | Notas         |
| ----------- | ---------------------------------- | -------------------- | ------------- |
| 2010        | Palma Arena, Palma                 | David Muntaner       |               |
| 2011        | Velódromo Miguel Induráin, Tafalla | David Muntaner       |               |
| 2012 – 2017 | No se disputó                      | No se disputó        | No se disputó |
| 2018        | Galapagar                          | Julio Alberto Amores |               |
| 2019        | Palma Arena, Palma                 | Albert Torres        |               |
| 2020        | Palma Arena, Palma                 | Juanjo Lobato        |               |

## Pruebas masculinas por equipos

### Madison (americana)
| Año         | Sede                                  | Campeón                                 | Notas         |
| ----------- | ------------------------------------- | --------------------------------------- | ------------- |
| 1952        | Pabellón del Deporte, Barcelona       | Jordi Clarós, Juan Espín                |               |
| 1953        | Pabellón del Deporte, Barcelona       | Albert Sant, Pere Sant                  |               |
| 1954 – 1961 | No se disputó                         | No se disputó                           | No se disputó |
| 1962        | Palacio de Los Deportes, Madrid       | Miquel Bover Pons, Miguel Poblet        |               |
| 1963 – 1968 | No se disputó                         | No se disputó                           | No se disputó |
| 1969        | Palacio de Los Deportes, Madrid       | José Gómez Lucas, Daniel Yuste          |               |
| 1970 – 1972 | No se disputó                         | No se disputó                           | No se disputó |
| 1973        | Velódromo de Ca n'Andria, Santa María | Antonio Abad, Miquel Espinós            |               |
| 1974        | Velódromo de Campos                   | Miquel Adrover, Miquel Espinós          |               |
| 1975        | Velódromo de Campos                   | Jaume Bordoy, Miquel Espinós            |               |
| 1976        | Velódromo Andreu Oliver, Algaida      | No se disputó                           |               |
| 1977        | Lérida                                | José Luis Novillo, Adolfo Marín         |               |
| 1978        | Velódromo de Anoeta, San Sebastián    | Avelino Perea, Carlos Peregrina         |               |
| 1979        | Velódromo de Mataró                   | Avelino Perea, Carlos Peregrina         |               |
| 1980        | Velódromo de Anoeta, San Sebastián    | Avelino Perea, Carlos Peregrina         |               |
| 1981        | Velódromo de Anoeta, San Sebastián    | Juan Ignacio Elosegui, Carlos Peregrina |               |
| 1982        | Sax                                   | Ramón Cousillas, Fernando Olloquiegui   |               |
| 1983        | Zaragoza                              | Pablo Moreno, Juan Carlos Pliego        |               |
| 1984        | Velódromo de Horta, Barcelona         | Jesús Cruz Martín, Juan Carlos Pliego   |               |
| 1985        | Alcalá de Henares                     | Jesús Cruz Martín, Juan Carlos Pliego   |               |
| 1986        | Silla                                 | Juan Alandete, José Ricardo Soler       |               |
| 1987        | Velódromo de Horta, Barcelona         | Josep Alfons Anguera, Daniel Moreno     |               |
| 1988        | Velódromo de Horta, Barcelona         | Eleuterio Mancebo, Agustín Sebastiá     |               |
| 1989        | Chiclana                              | Xabier Isasa, Imanol Mugarza            |               |
| 1990        | Alcalá de Henares                     | Iñaki Aiarzagüena, Imanol Mugarza       |               |
| 1991        | Tomelloso                             | Iñaki Aranguren, Imanol Mugarza         |               |
| 1992        | Palacio Velódromo Luis Puig, Valencia | José Carlos Berna, Alberto Roca         |               |
| 1993        | Palacio Velódromo Luis Puig, Valencia | José Barea, Santos González             |               |
| 1994        | Alcázar de San Juan                   | Oier Alberdi, Joseba Olaso              |               |
| 1995        | Palacio Velódromo Luis Puig, Valencia | Oier Alberdi, Joseba Olaso              |               |
| 1996        | Velódromo de Son Moix, Palma          | Miquel Alzamora, Antoni Porras          |               |
| 1997        | Velódromo de Son Moix, Palma          | Iván Herrero, Guillermo Ferrer          |               |
| 1998        | Palacio Velódromo Luis Puig, Valencia | Xavier Florencio, Isaac Gálvez          |               |
| 1999        | No se disputó                         | No se disputó                           | No se disputó |
| 2000        | Palacio Velódromo Luis Puig, Valencia | Javier Carrión, José Francisco Jarque   |               |
| 2001        | Palacio Velódromo Luis Puig, Valencia | Aitor Alonso, Asier Maeztu              |               |
| 2002        | Palacio Velódromo Luis Puig, Valencia | Abraham Del Caño, Jorge Merino          |               |
| 2003        | Palacio Velódromo Luis Puig, Valencia | Javier Carrión, Guillermo Ferrer        |               |
| 2004        | Velódromo de Son Moix, Palma          | Sergi Escobar, Antonio Miguel           |               |
| 2005        | Velódromo Miguel Induráin, Tafalla    | Mikel Gaztañaga, Asier Maeztu           |               |
| 2006        | Velódromo Miguel Induráin, Tafalla    | Antonio Miguel, Carles Torrent          |               |
| 2007        | Palma Arena, Palma                    | Aitor Alonso, Unai Elorriaga            |               |
| 2008        | Palma Arena, Palma                    | Miquel Alzamora, Antoni Tauler          |               |
| 2009        | Palma Arena, Palma                    | Unai Elorriaga, Asier Maeztu            |               |
| 2010        | Palma Arena, Palma                    | David Muntaner, Albert Torres           |               |
| 2011        | Palma Arena, Palma                    | David Muntaner, Albert Torres           |               |
| 2012        | Palma Arena, Palma                    | David Muntaner, Albert Torres           |               |
| 2013        | Velódromo Miguel Induráin, Tafalla    | David Muntaner, Albert Torres           |               |
| 2014        | Galapagar                             | Julio Alberto Amores, Sebastián Mora    |               |
| 2015        | Galapagar                             | Julio Alberto Amores, Sebastián Mora    |               |
| 2016        | Palma Arena, Palma                    | Xavier Cañellas, Albert Torres          |               |
| 2017        | Palma Arena, Palma                    | Xavier Cañellas, Albert Torres          |               |
| 2018        | Palacio Velódromo Luis Puig, Valencia | Sebastián Mora, Óscar Pelegrí           |               |
| 2019        | Palacio Velódromo Luis Puig, Valencia | Xavier Cañellas, Albert Torres          |               |
| 2020        | Galapagar                             | Xabier Azparren, Illart Zuazubiskar     |               |

### Persecución por equipos (persecución olímpica)
| Año  | Sede                                  | Campeón                                                                                                   | Notas |
| ---- | ------------------------------------- | --- | ----- |
| 1974 | Velódromo de Anoeta, San Sebastián    | Guipúzcoa                                                                                                 |       |
| 1975 | Velódromo de Anoeta, San Sebastián    | Islas Baleares (Ferran Benejam, Jaume Bordoy, Bartomeu Caldentey y Miquel Espinós)                        |       |
| 1976 | Velódromo Andreu Oliver, Algaida      | Cataluña (José F. Bellido, Jordi Olives, Ramon Peremartí y Jaume Vilamajó)                                |       |
| 1977 | Lérida                                | Cataluña                                                                                                  |       |
| 1978 | Velódromo de Anoeta, San Sebastián    | Guipúzcoa (Juan I. Elosegui, Vicente Iza, Avelino Perea y Carlos Peregrina)                               |       |
| 1979 | Velódromo Andreu Oliver, Algaida      | Guipúzcoa (Juan I. Elosegui, Carlos Peregrina, J. Ruiz, Vielba)                                           |       |
| 1980 | Velódromo de Anoeta, San Sebastián    | Guipúzcoa (Francisco Domingo, Juan I. Elosegui, Avelino Perea y Carlos Peregrina)                         |       |
| 1981 | Velódromo de Anoeta, San Sebastián    | Guipúzcoa (Juan I. Elosegui, Fernando Olloquiegui, Carlos Peregrina y Peio Ruiz Cabestany)                |       |
| 1982 | Sax                                   | Guipúzcoa                                                                                                 |       |
| 1983 | Zaragoza                              | Guipúzcoa (Juan I. Elosegui, Otegui, Carlos Peregrina y Peio Ruiz Cabestany)                              |       |
| 1984 | Velódromo de Horta, Barcelona         | Castellón (José A. Artigas, Antonio Gavara, Agustín Sebastiá, Javier Ballester y Jorge J. Luis Vicent)    |       |
| 1985 | Alcalá de Henares                     | Madrid (Jesús Cruz Martín, Casimiro Moreda, Pablo Moreno y José Carlos Pliego)                            |       |
| 1986 | Silla                                 | Castellón (José A. Artigas, Sebastián Monlleo, Agustín Sebastiá, Gregorio Humanes y Jorge J. Luis Vicent) |       |
| 1987 | Velódromo de Horta, Barcelona         | (Gabilán, Eleuterio Mancebo, Agustín Sebastiá y Miguel A. Toledo)                                         |       |
| 1988 | Velódromo de Horta, Barcelona         | Guipúzcoa (Xabier Isasa, José A. Martiarena, Xabier Usabiaga y Uranda)                                    |       |
| 1989 | Chiclana                              | (Joan Llaneras, Serafí Riera, Ramon Ros y Joan C. Tomás)                                                  |       |
| 1990 | Alcalá de Henares                     | (Iñaki Aranguren, Xabier Isasa, I. Mugurza y Pérez)                                                       |       |
| 1991 | Tomelloso                             | (José Barea, Vicente Benaches, Gregorio Humanes y Eleuterio Mancebo)                                      |       |
| 1992 | Palacio Velódromo Luis Puig, Valencia | (José Barea, Vicente Benaches, Fernando Escoda, Santos González y Eleuterio Mancebo                       |       |
| 1993 | Palacio Velódromo Luis Puig, Valencia | (José Barea, Santos González, José F. Jarque y Miguel A. Toledo)                                          |       |
| 1994 | Alcázar de San Juan                   | (Fernando Escoda, Guillermo Ferrer, Santos González e Iván Herrero)                                       |       |
| 1995 | Palacio Velódromo Luis Puig, Valencia | (Codina, Isaac Gálvez, Jonathan Garrido y Sánchez)                                                        |       |
| 1996 | Velódromo de Son Moix, Palma          | (V. Calvo, Guillermo Ferrer, Santos González y José F. Jarque)                                            |       |
| 1997 | Velódromo de Son Moix, Palma          | (Sergi Escobar, J.M. Fernández, Isaac Gálvez y O. Gomis)                                                  |       |
| 1998 | Palacio Velódromo Luis Puig, Valencia | (Miquel Alzamora, Jordi G.ª Campalans, Joan Llaneras y Toni Tauler)                                       |       |
| 1999 | Palacio Velódromo Luis Puig, Valencia | (Sergi Escobar, Xavier Florencio, Isaac Gálvez y Carles Torrent)                                          |       |
| 2000 | Palacio Velódromo Luis Puig, Valencia | (Sergi Escobar, Isaac Gálvez, David Regal y Carles Torrent)                                               |       |
| 2001 | Palacio Velódromo Luis Puig, Valencia | (Javier Carrión, Guillermo Ferrer, Cristóbal Forcadell y D. Navarro)                                      |       |
| 2002 | Palacio Velódromo Luis Puig, Valencia | (Javier Carrión, Iván Díaz, Guillermo Ferrer y Cristóbal Forcadell)                                       |       |
| 2003 | Palacio Velódromo Luis Puig, Valencia | (Sergi Escobar, I. Escolà, Sebastià Franco y Antonio Miguel)                                              |       |
| 2004 | Velódromo de Son Moix, Palma          | (Sergi Escobar, Sebastià Franco, Antonio Miguel y Albert Ramiro)                                          |       |
| 2005 | Velódromo Miguel Induráin, Tafalla    | (Aitor Alonso, Unai Elorriaga, Mikel Gaztañaga y Asier Maeztu)                                            |       |
| 2006 | Velódromo Miguel Induráin, Tafalla    | (Sergi Escobar, Antonio Miguel, Joaquim Soler y Carles Torrent)                                           |       |
| 2007 | Palma Arena, Palma                    | (Sergi Escobar, Antonio Miguel, Albert Ramiro y Carles Torrent)                                           |       |
| 2008 | Palma Arena, Palma                    | (Miquel Alzamora, (David Muntaner, Toni Tauler y (Albert Torres)                                          |       |
| 2009 | Palma Arena, Palma                    | (Sergi Escobar, Carlos Herrero, Antonio Miguel y Carles Torrent)                                          |       |
| 2010 | Palma Arena, Palma                    | (Pablo Aitor Bernal, (Rubén Fernández, Luis León Sánchez y Eloy Teruel)                                   |       |
| 2011 | Palma Arena, Palma                    | (David Muntaner, Jaume A. Muntaner, Vicenç Pastor y Albert Torres)                                        |       |
| 2012 | Palma Arena, Palma                    | (Francisco Martí, David Muntaner, Jaume A. Muntaner y Albert Torres)                                      |       |
| 2013 | Velódromo Miguel Induráin, Tafalla    | (David Muntaner, Jaume A. Muntaner, Vicenç Pastor y Albert Torres)                                        |       |
| 2014 | Galapagar                             | (Marc Buades, Jaume A. Muntaner, Vicenç Pastor y Albert Torres)                                           |       |
| 2015 | Galapagar                             | (Xavier Cañellas, David Muntaner, Jaume A. Muntaner y Albert Torres)                                      |       |
| 2016 | Palma Arena, Palma                    | (Antoni Ballester, Marc Buades, Xavier Cañellas y Albert Torres)                                          |       |
| 2017 | Palma Arena, Palma                    | (Joan M. Bennàssar, Marc Buades, Xavier Cañellas y Albert Torres)                                         |       |
| 2018 | Palacio Velódromo Luis Puig, Valencia | (Marc Buades, Xavier Cañellas, Pau Llaneras y Albert Torres)                                              |       |
| 2019 | Palacio Velódromo Luis Puig, Valencia | (Josep Blanco, Marc Buades, Xavier Cañellas y Albert Torres)                                              |       |
| 2020 | Velódromo Miguel Induráin, Tafalla    | Aplazado por la pandemia del coronavirus                                                                  |       |

### Velocidad por equipos
| Año  | Sede                                  | Campeón                                             | Notas |
| ---- | ------------------------------------- | --------------------------------------------------- | ----- |
| 1994 | Alcázar de San Juan                   | (José Barea, Fernando Escoda y Salvador Meliá)      |       |
| 1995 | Palacio Velódromo Luis Puig, Valencia | (José M. Moreno, Diego Ortega y Juan M. Sánchez)    |       |
| 1996 | Velódromo de Son Moix, Palma          | (A. García, Diego Ortega y Juan M. Sánchez)         |       |
| 1997 | Velódromo de Son Moix, Palma          | (Gerard Bertrán, José A. Escuredo e Isaac Gálvez)   |       |
| 1998 | Palacio Velódromo Luis Puig, Valencia | (José M. Moreno, Diego Ortega y Juan M. Sánchez)    |       |
| 1999 | Palacio Velódromo Luis Puig, Valencia | (José A. Escuredo, Diego Ortega y Juan M. Sánchez)  |       |
| 2000 | Palacio Velódromo Luis Puig, Valencia | (David Cabrero, T. Sánchez y José A. Villanueva)    |       |
| 2001 | Palacio Velódromo Luis Puig, Valencia | (David Cabrero, I. Pérez y José A. Villanueva)      |       |
| 2002 | Palacio Velódromo Luis Puig, Valencia | (Rubén Donet, Salvador Meliá y Adrián Sánchez)      |       |
| 2003 | Palacio Velódromo Luis Puig, Valencia | (Rafael Fernández, Salvador Meliá y Adrián Sánchez) |       |
| 2004 | Velódromo de Son Moix, Palma          | (Rubén Donet, Salvador Meliá y Adrián Sánchez)      |       |
| 2005 | Velódromo Miguel Induráin, Tafalla    | (José A. Escuredo, Itmar Esteban y Alfred Moreno)   |       |
| 2006 | Velódromo Miguel Induráin, Tafalla    | (José A. Escuredo, Itmar Esteban y Alfred Moreno)   |       |
| 2007 | Palma Arena, Palma                    | (José A. Escuredo, Itmar Esteban y Alfred Moreno)   |       |
| 2008 | Palma Arena, Palma                    | (José A. Escuredo, Itmar Esteban y Alfred Moreno)   |       |
| 2009 | Palma Arena, Palma                    | (José A. Escuredo, Itmar Esteban y Alfred Moreno)   |       |
| 2010 | Palma Arena, Palma                    | (David Alonso, Tomeu Gelabert y David Muntaner)     |       |
| 2011 | Palma Arena, Palma                    | (David Alonso, Josep M. Caldentey y Rubén Donet)    |       |
| 2012 | Palma Arena, Palma                    | (Sergio Aliaga, José Moreno y Juan Peralta)         |       |
| 2013 | Velódromo Miguel Induráin, Tafalla    | (Sergio Aliaga, José Moreno y Juan Peralta)         |       |
| 2014 | Galapagar                             | (Sergio Aliaga, José Moreno y Juan Peralta)         |       |
| 2015 | Galapagar                             | (Sergio Aliaga, César O. Ayala y Juan Peralta)      |       |
| 2016 | Palma Arena, Palma                    | (Itmar Esteban, Ferrán López y Manel Usach)         |       |
| 2017 | Palma Arena, Palma                    | (Sergio Aliaga, Juan Peralta y Enrique Sanz)        |       |
| 2018 | Palacio Velódromo Luis Puig, Valencia | (Itmar Esteban, Gerard García Gómez y Manel Usach)  |       |
| 2019 | Palacio Velódromo Luis Puig, Valencia | (Ekain Jiménez, Iñaki Lekuona y Aritz Urra)         |       |
| 2020 | Velódromo Miguel Induráin, Tafalla    | Aplazado por la pandemia del coronavirus            |       |

## Pruebas femeninas individuales

### Velocidad
| Año  | Sede                                  | Campeón                                  | Notas |
| ---- | ------------------------------------- | ---------------------------------------- | ----- |
| 1987 | Velódromo de Son Moix, Palma          | Kontxi Karballeda                        |       |
| 1988 | Chiclana                              | Maria Mora                               |       |
| 1989 | Chiclana                              | Maria Mora                               |       |
| 1990 | Alcalá de Henares                     | Sonia Julián                             |       |
| 1991 | Tomelloso                             | Aitziber Irazustabarrena                 |       |
| 1992 | Palacio Velódromo Luis Puig, Valencia | Sonia Julián                             |       |
| 1993 | Palacio Velódromo Luis Puig, Valencia | Ainhoa Ostolaza                          |       |
| 1994 | Alcázar de San Juan                   | Ainhoa Ostolaza                          |       |
| 1995 | Palacio Velódromo Luis Puig, Valencia | Ainhoa Ostolaza                          |       |
| 1996 | Velódromo de Son Moix, Palma          | Rosa María Bravo                         |       |
| 1997 | Velódromo de Son Moix, Palma          | Rosa María Bravo                         |       |
| 1998 | Palacio Velódromo Luis Puig, Valencia | Izaskun Bengoa                           |       |
| 1999 | Palacio Velódromo Luis Puig, Valencia | Rosa María Bravo                         |       |
| 2000 | Palacio Velódromo Luis Puig, Valencia | Arantxa del Río                          |       |
| 2001 | Palacio Velódromo Luis Puig, Valencia | Gema Pascual                             |       |
| 2002 | Palacio Velódromo Luis Puig, Valencia | Belén López                              |       |
| 2003 | Palacio Velódromo Luis Puig, Valencia | Belén López                              |       |
| 2004 | Velódromo de Son Moix, Palma          | Gema Pascual                             |       |
| 2005 | Palacio Velódromo Luis Puig, Valencia | Leire Olaberria                          |       |
| 2006 | Velódromo Miguel Induráin, Tafalla    | Leire Olaberria                          |       |
| 2007 | Palma Arena, Palma                    | Helena Casas                             |       |
| 2008 | Palma Arena, Palma                    | Helena Casas                             |       |
| 2009 | Palma Arena, Palma                    | Helena Casas                             |       |
| 2010 | Palma Arena, Palma                    | Helena Casas                             |       |
| 2011 | Palma Arena, Palma                    | Tania Calvo                              |       |
| 2012 | Palma Arena, Palma                    | Helena Casas                             |       |
| 2013 | Velódromo Miguel Induráin, Tafalla    | Helena Casas                             |       |
| 2014 | Galapagar                             | Helena Casas                             |       |
| 2015 | Galapagar                             | Tania Calvo                              |       |
| 2016 | Palma Arena, Palma                    | Helena Casas                             |       |
| 2017 | Palma Arena, Palma                    | Helena Casas                             |       |
| 2018 | Palacio Velódromo Luis Puig, Valencia | Tania Calvo                              |       |
| 2019 | Palacio Velódromo Luis Puig, Valencia | Tania Calvo                              |       |
| 2020 | Velódromo Miguel Induráin, Tafalla    | Aplazado por la pandemia del coronavirus |       |

### Persecución
| Año  | Sede                                  | Campeón                                  | Notas         |
| ---- | ------------------------------------- | ---------------------------------------- | ------------- |
| 1987 | Velódromo de Son Moix, Palma          | Maria Mora                               |               |
| 1988 | Chiclana                              | Maria Mora                               |               |
| 1989 | Chiclana                              | Maria Mora                               |               |
| 1990 | Alcalá de Henares                     | Josune Gorostidi                         |               |
| 1991 | Tomelloso                             | Josune Gorostidi                         |               |
| 1992 | No se disputó                         | No se disputó                            | No se disputó |
| 1993 | Palacio Velódromo Luis Puig, Valencia | Núria Florencio                          |               |
| 1994 | Alcázar de San Juan                   | Ainhoa Ostolaza                          |               |
| 1995 | Palacio Velódromo Luis Puig, Valencia | Núria Florencio                          |               |
| 1996 | Velódromo de Son Moix, Palma          | Dori Ruano                               |               |
| 1997 | Velódromo de Son Moix, Palma          | Dori Ruano                               |               |
| 1998 | Palacio Velódromo Luis Puig, Valencia | Dori Ruano                               |               |
| 1999 | Palacio Velódromo Luis Puig, Valencia | Dori Ruano                               |               |
| 2000 | Palacio Velódromo Luis Puig, Valencia | Ruth Moll                                |               |
| 2001 | Palacio Velódromo Luis Puig, Valencia | Gema Pascual                             |               |
| 2002 | Palacio Velódromo Luis Puig, Valencia | Marta Vilajosana                         |               |
| 2003 | Palacio Velódromo Luis Puig, Valencia | Gema Pascual                             |               |
| 2004 | Velódromo de Son Moix, Palma          | Gema Pascual                             |               |
| 2005 | Palacio Velódromo Luis Puig, Valencia | Gema Pascual                             |               |
| 2006 | Velódromo Miguel Induráin, Tafalla    | Gema Pascual                             |               |
| 2007 | Palma Arena, Palma                    | Leire Olaberria                          |               |
| 2008 | Palma Arena, Palma                    | Leire Olaberria                          |               |
| 2009 | Palma Arena, Palma                    | Leire Olaberria                          |               |
| 2010 | Palma Arena, Palma                    | Leire Olaberria                          |               |
| 2011 | Palma Arena, Palma                    | Leire Olaberria                          |               |
| 2012 | Palma Arena, Palma                    | Ana Usabiaga                             |               |
| 2013 | Velódromo Miguel Induráin, Tafalla    | Irene Usabiaga                           |               |
| 2014 | Galapagar                             | Irene Usabiaga                           |               |
| 2015 | Galapagar                             | Leire Olaberria                          |               |
| 2016 | Palma Arena, Palma                    | Gloria Rodríguez                         |               |
| 2017 | Palma Arena, Palma                    | Sandra Alonso                            |               |
| 2018 | Palacio Velódromo Luis Puig, Valencia | Gloria Rodríguez                         |               |
| 2019 | Palacio Velódromo Luis Puig, Valencia | Sandra Alonso                            |               |
| 2020 | Velódromo Miguel Induráin, Tafalla    | Aplazado por la pandemia del coronavirus |               |

### Puntuación
| Año  | Sede                                  | Campeón                                  | Notas |
| ---- | ------------------------------------- | ---------------------------------------- | ----- |
| 1993 | Palacio Velódromo Luis Puig, Valencia | Ainhoa Ostolaza                          |       |
| 1994 | Alcázar de San Juan                   | Ainhoa Ostolaza                          |       |
| 1995 | Palacio Velódromo Luis Puig, Valencia | Núria Florencio                          |       |
| 1996 | Velódromo de Son Moix, Palma          | Dori Ruano                               |       |
| 1997 | Velódromo de Son Moix, Palma          | Dori Ruano                               |       |
| 1998 | Palacio Velódromo Luis Puig, Valencia | Dori Ruano                               |       |
| 1999 | Palacio Velódromo Luis Puig, Valencia | Montserrat Alonso                        |       |
| 2000 | Palacio Velódromo Luis Puig, Valencia | Dori Ruano                               |       |
| 2001 | Palacio Velódromo Luis Puig, Valencia | Aranzazu Azpiroz                         |       |
| 2002 | Palacio Velódromo Luis Puig, Valencia | Gema Pascual                             |       |
| 2003 | Palacio Velódromo Luis Puig, Valencia | Gema Pascual                             |       |
| 2004 | Velódromo de Son Moix, Palma          | Gema Pascual                             |       |
| 2005 | Palacio Velódromo Luis Puig, Valencia | Gema Pascual                             |       |
| 2006 | Velódromo Miguel Induráin, Tafalla    | Gema Pascual                             |       |
| 2007 | Palma Arena, Palma                    | Eneritz Iturriaga                        |       |
| 2008 | Palma Arena, Palma                    | Leire Olaberria                          |       |
| 2009 | Palma Arena, Palma                    | Leire Olaberria                          |       |
| 2010 | Palma Arena, Palma                    | Leire Olaberria                          |       |
| 2011 | Palma Arena, Palma                    | Leire Olaberria                          |       |
| 2012 | Palma Arena, Palma                    | Irene Usabiaga                           |       |
| 2013 | Velódromo Miguel Induráin, Tafalla    | Ana Usabiaga                             |       |
| 2014 | Galapagar                             | Irene Usabiaga                           |       |
| 2015 | Galapagar                             | Leire Olaberria                          |       |
| 2016 | Palma Arena, Palma                    | Ana Usabiaga                             |       |
| 2017 | Palma Arena, Palma                    | Cristina Martínez                        |       |
| 2018 | Palacio Velódromo Luis Puig, Valencia | Ana Usabiaga                             |       |
| 2019 | Palacio Velódromo Luis Puig, Valencia | Irene Usabiaga                           |       |
| 2020 | Velódromo Miguel Induráin, Tafalla    | Aplazado por la pandemia del coronavirus |       |

### 500 metros
| Año  | Sede                                  | Campeón                                  | Notas |
| ---- | ------------------------------------- | ---------------------------------------- | ----- |
| 1995 | Palacio Velódromo Luis Puig, Valencia | Rosa María Bravo                         |       |
| 1996 | Velódromo de Son Moix, Palma          | Rosa María Bravo                         |       |
| 1997 | Velódromo de Son Moix, Palma          | Rosa María Bravo                         |       |
| 1998 | Palacio Velódromo Luis Puig, Valencia | Rosa María Bravo                         |       |
| 1999 | Palacio Velódromo Luis Puig, Valencia | Rosa María Bravo                         |       |
| 2000 | Palacio Velódromo Luis Puig, Valencia | Rosa María Bravo                         |       |
| 2001 | Palacio Velódromo Luis Puig, Valencia | Gema Pascual                             |       |
| 2002 | Palacio Velódromo Luis Puig, Valencia | Ainhoa Pagola                            |       |
| 2003 | Palacio Velódromo Luis Puig, Valencia | Ainhoa Pagola                            |       |
| 2004 | Velódromo de Son Moix, Palma          | Ainhoa Pagola                            |       |
| 2005 | Palacio Velódromo Luis Puig, Valencia | Leire Olaberria                          |       |
| 2006 | Velódromo Miguel Induráin, Tafalla    | Ainhoa Pagola                            |       |
| 2007 | Palma Arena, Palma                    | Helena Casas                             |       |
| 2008 | Palma Arena, Palma                    | Helena Casas                             |       |
| 2009 | Palma Arena, Palma                    | Helena Casas                             |       |
| 2010 | Palma Arena, Palma                    | Helena Casas                             |       |
| 2011 | Palma Arena, Palma                    | Tania Calvo                              |       |
| 2012 | Palma Arena, Palma                    | Tania Calvo                              |       |
| 2013 | Velódromo Miguel Induráin, Tafalla    | Tania Calvo                              |       |
| 2014 | Galapagar                             | Tania Calvo                              |       |
| 2015 | Galapagar                             | Tania Calvo                              |       |
| 2016 | Palma Arena, Palma                    | Tania Calvo                              |       |
| 2017 | Palma Arena, Palma                    | Helena Casas                             |       |
| 2018 | Palacio Velódromo Luis Puig, Valencia | Tania Calvo                              |       |
| 2019 | Palacio Velódromo Luis Puig, Valencia | Tania Calvo                              |       |
| 2020 | Velódromo Miguel Induráin, Tafalla    | Aplazado por la pandemia del coronavirus |       |

### Keirin
| Año  | Sede                                  | Campeón                                  | Notas |
| ---- | ------------------------------------- | ---------------------------------------- | ----- |
| 2002 | Palacio Velódromo Luis Puig, Valencia | Belén López                              |       |
| 2003 | Palacio Velódromo Luis Puig, Valencia | Belén López                              |       |
| 2004 | Velódromo de Son Moix, Palma          | Leire Olaberria                          |       |
| 2005 | Palacio Velódromo Luis Puig, Valencia | Leire Olaberria                          |       |
| 2006 | Velódromo Miguel Induráin, Tafalla    | Leire Olaberria                          |       |
| 2007 | Palma Arena, Palma                    | Leire Olaberria                          |       |
| 2008 | Palma Arena, Palma                    | Leire Olaberria                          |       |
| 2009 | Palma Arena, Palma                    | Helena Casas                             |       |
| 2010 | Palma Arena, Palma                    | Helena Casas                             |       |
| 2011 | Palma Arena, Palma                    | Helena Casas                             |       |
| 2012 | Palma Arena, Palma                    | Helena Casas                             |       |
| 2013 | Velódromo Miguel Induráin, Tafalla    | Helena Casas                             |       |
| 2014 | Galapagar                             | Tania Calvo                              |       |
| 2015 | Galapagar                             | Tania Calvo                              |       |
| 2016 | Palma Arena, Palma                    | Helena Casas                             |       |
| 2017 | Palma Arena, Palma                    | Tania Calvo                              |       |
| 2018 | Palacio Velódromo Luis Puig, Valencia | Helena Casas                             |       |
| 2019 | Palacio Velódromo Luis Puig, Valencia | Helena Casas                             |       |
| 2020 | Velódromo Miguel Induráin, Tafalla    | Aplazado por la pandemia del coronavirus |       |

### Scratch
| Año  | Sede                                  | Campeón                                  | Notas |
| ---- | ------------------------------------- | ---------------------------------------- | ----- |
| 2002 | Palacio Velódromo Luis Puig, Valencia | Gema Pascual                             |       |
| 2003 | Palacio Velódromo Luis Puig, Valencia | Gema Pascual                             |       |
| 2004 | Velódromo de Son Moix, Palma          | Gema Pascual                             |       |
| 2005 | Palacio Velódromo Luis Puig, Valencia | Patricia Pérez                           |       |
| 2006 | Velódromo Miguel Induráin, Tafalla    | Gema Pascual                             |       |
| 2007 | Palma Arena, Palma                    | Leire Olaberria                          |       |
| 2008 | Palma Arena, Palma                    | Leire Olaberria                          |       |
| 2009 | Palma Arena, Palma                    | Leire Olaberria                          |       |
| 2010 | Palma Arena, Palma                    | Leire Olaberria                          |       |
| 2011 | Palma Arena, Palma                    | Leire Olaberria                          |       |
| 2012 | Palma Arena, Palma                    | Mar Bonnín                               |       |
| 2013 | Velódromo Miguel Induráin, Tafalla    | Ana Usabiaga                             |       |
| 2014 | Galapagar                             | Ana Usabiaga                             |       |
| 2015 | Galapagar                             | Mar Bonnín                               |       |
| 2016 | Palma Arena, Palma                    | Ana Usabiaga                             |       |
| 2017 | Palma Arena, Palma                    | Ana Usabiaga                             |       |
| 2018 | Palacio Velódromo Luis Puig, Valencia | Ana Usabiaga                             |       |
| 2019 | Palacio Velódromo Luis Puig, Valencia | Irene Usabiaga                           |       |
| 2020 | Velódromo Miguel Induráin, Tafalla    | Aplazado por la pandemia del coronavirus |       |

### Omnium
| Año         | Sede                               | Campeón         | Notas         |
| ----------- | ---------------------------------- | --------------- | ------------- |
| 2010        | Palma Arena, Palma                 | Leire Olaberria |               |
| 2011        | Velódromo Miguel Induráin, Tafalla | Ana Usabiaga    |               |
| 2012 – 2017 | No se disputó                      | No se disputó   | No se disputó |
| 2018        | Galapagar                          | Irene Usabiaga  |               |
| 2019        | Palma Arena, Palma                 | Eukene Larrarte |               |
| 2020        | Palma Arena, Palma                 | Ana Usabiaga    |               |

## Pruebas femeninas por equipos

### Velocidad
| Año  | Sede                                  | Campeón                                  | Notas |
| ---- | ------------------------------------- | ---------------------------------------- | ----- |
| 2009 | Palma Arena, Palma                    | (Ainhoa Pagola y Ana Usabiaga)           |       |
| 2010 | Palma Arena, Palma                    | (Helena Casas y Alba Díez)               |       |
| 2011 | Palma Arena, Palma                    | (Tania Calvo y Ana Usabiaga)             |       |
| 2012 | Palma Arena, Palma                    | (Tania Calvo y Ana Usabiaga)             |       |
| 2013 | Velódromo Miguel Induráin, Tafalla    | (Tania Calvo y Ana Usabiaga)             |       |
| 2014 | Galapagar                             | (Tania Calvo y Ana Usabiaga)             |       |
| 2015 | Galapagar                             | (Tania Calvo y Ana Usabiaga)             |       |
| 2016 | Palma Arena, Palma                    | (Tania Calvo y Ana Usabiaga)             |       |
| 2017 | Palma Arena, Palma                    | (Tania Calvo y Leire Olaberria)          |       |
| 2018 | Palacio Velódromo Luis Puig, Valencia | (Helena Casas y María Banlles)           |       |
| 2019 | Palacio Velódromo Luis Puig, Valencia | (Helena Casas y Diana Pérez)             |       |
| 2020 | Velódromo Miguel Induráin, Tafalla    | Aplazado por la pandemia del coronavirus |       |

### Persecución por equipos (persecución olímpica)
| Año  | Sede                                  | Campeón                                                        | Notas                                         |
| ---- | ------------------------------------- | -------------------------------------------------------------- | --------------------------------------------- |
| 2009 | Palma Arena, Palma                    | Eneritz Iturriaga, Leire Olaberria y Ana Usabiaga)             |                                               |
| 2010 | Palma Arena, Palma                    | (Olatz Ferrán, Leire Olaberria y Ana Usabiaga)                 |                                               |
| 2011 | No se disputó                         | No se disputó                                                  | No se disputó                                 |
| 2012 | Palma Arena, Palma                    | (Olatz Ferrán, Ana Usabiaga e Irene Usabiaga)                  |                                               |
| 2013 | No se disputó                         | No se disputó                                                  | No se disputó                                 |
| 2014 | Galapagar                             | (Ane Iriarte, Eider Unanue, Ana Usabiaga e Irene Usabiaga)     |                                               |
| 2015 | Galapagar                             | (Ziortza Isasi, Naia Leonet, Ana Usabiaga e Irene Usabiaga)    |                                               |
| 2016 | Palma Arena, Palma                    | (Ane Iriarte, Ziortza Isasi, Eukene Larrarte e Irene Usabiaga) |                                               |
| 2017 | Palma Arena, Palma                    | (Ane Iriarte, Ziortza Isasi, Ana Usabiaga e Irene Usabiaga)    |                                               |
| 2018 | Palacio Velódromo Luis Puig, Valencia | No se disputó                                                  | No disputado por falta de equipos suficientes |
| 2019 | Palacio Velódromo Luis Puig, Valencia | (Aroa Gorostiza, Ziortza Isasi, Ana Usabiaga e Irene Usabiaga) |                                               |
| 2020 | Velódromo Miguel Induráin, Tafalla    | Aplazado por la pandemia del coronavirus                       |                                               |

### Madison (americana)
| Año  | Sede                                  | Campeón                             | Notas |
| ---- | ------------------------------------- | ----------------------------------- | ----- |
| 2017 | Palma Arena, Palma                    | (Eukene Larrarte y Leire Olaberria) |       |
| 2018 | Palacio Velódromo Luis Puig, Valencia | (Tania Calvo y Eukene Larrarte)     |       |
| 2019 | Palacio Velódromo Luis Puig, Valencia | (Tania Calvo y Eukene Larrarte)     |       |
| 2020 | Galapagar                             | (Tania Calvo y Eukene Larrarte)     |       |